# 1974年インド天然痘流行
1974年インド天然痘流行（1974ねんいんどてんねんとうりゅうこう）は、1974年にインド国内で発生した天然痘のエピデミックである。この流行は、20世紀最悪の天然痘流行の一つとなった。 

## 背景
インド国内における天然痘は、重大な問題であり続け、20年以上前の1951年には157,487件の天然痘症例をだすに至っており、これは全世界で報告された天然痘症例の半数近いものであった。一方で、徐々に罹患者を減らしづつけ、本流行の5年前にあたる1969年から同3年前の1971年にかけては、統計史上初めて20000人を下回った。 
しかし、2年前の1972年には20,407件、前年の1973年には88,109件と、その件数はV字に伸び続けるように悪化し、1974年に至った。 

## 流行
この流行は1974年1月から同年5月にかけて発生し、15,000人以上が天然痘によって死亡した。死者のほとんどは、ビハール州・オリッサ州・西ベンガル州のインド3州に集中し発生した。数千人は天然痘による病魔から生還したものの、体に瘢痕を残して醜くなったり、視力を失うこととなってしまった。インド政府は、この5か月間に発生した計61,482件の天然痘の症例を世界保健機関に報告した。1974年の症例総件数188,003件は、1974年に発生した天然痘症例の86%以上を占めるものである。 

## 根絶
流行発生当初の1月から、天然痘による症例をこれで最後にして封じ込めを行うべく、天然痘撲滅プロジェクト「ターゲット・ゼロ (Target Zero)」が世界保健機関によって始められた。 
このプロジェクトは、正式には1958年から発足していたものの、世界保健機関とインド政府の間で物流に関する合意が結ばれなかったことにより、速やかに進展することはなかった。最終的に、1960年代半ばから世界保健機関の組織が再編されたことにより、インド国内で天然痘撲滅に向けた活動が前進した。世界保健機関の天然痘撲滅プロジェクトを率いるべくニューデリーに駐留していたアメリカ合衆国公衆衛生局職員のドナルド・ヘンダーソンは、「天然痘の撲滅に関する関心と懸念が今後数ヶ月間保たれれば、終結に向かうだろう。我々はこの考えが自信過剰であるとは思っておらず、雲行きのすべてが良さそうに見える。1975年6月までに、アジアで天然痘が終結することを願っている」と述べていた。 
1975年5月24日の患者が最後のインド人患者であると認定された。この流行から2年後・3年後はインド国内での天然痘の患者が0を記録し続け、4年後の1979年、天然痘は世界中で根絶されたと認定された。 